# اینگردیون
اینگردیون (انگلیسی: Ingredion) شرکت خوشه‌ای آمریکایی است، که در سال ۱۹۰۶ تأسیس شد.